# Meideun

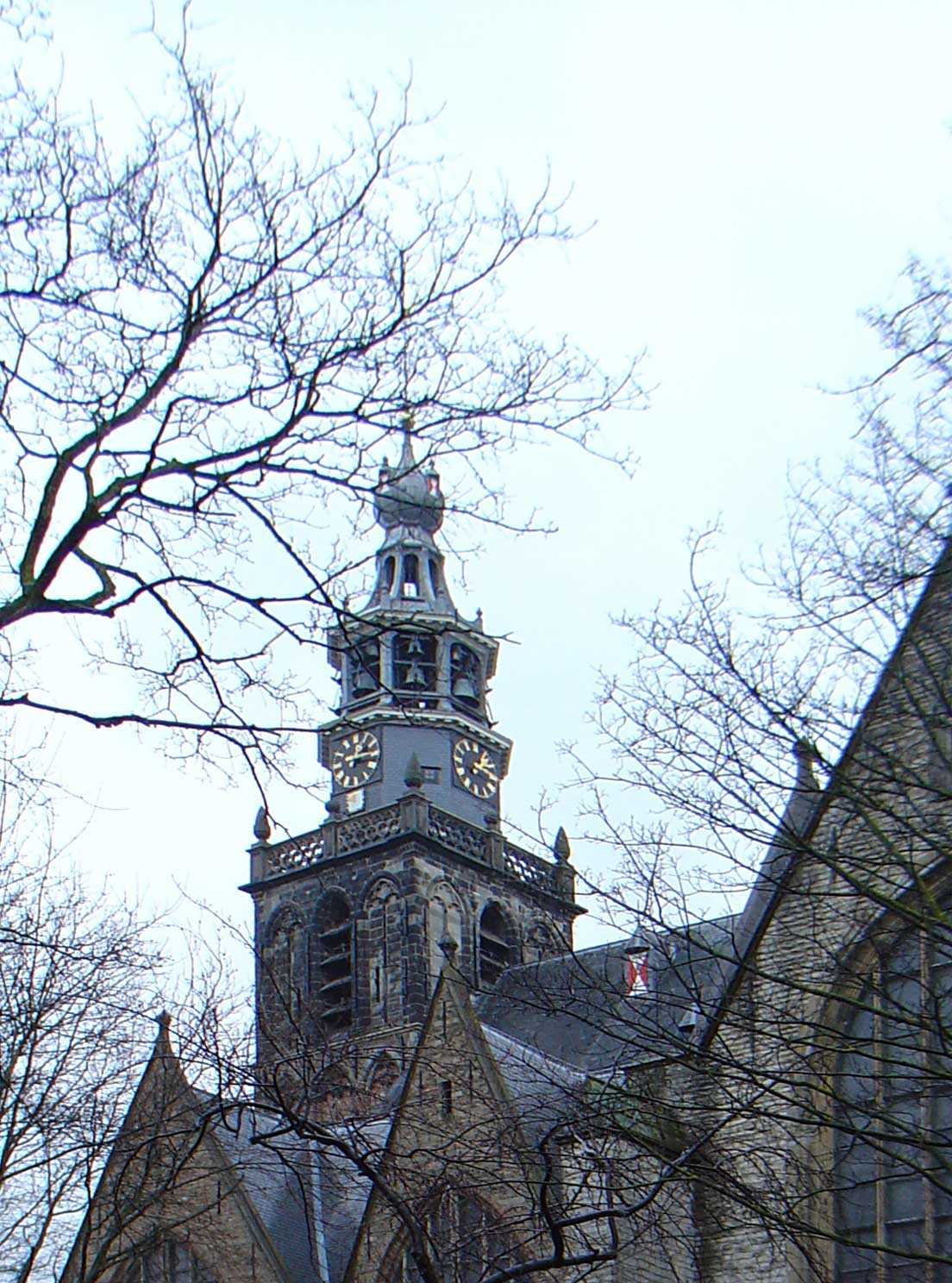
Toren van de Sint-Janskerk te Gouda

Een meideun is of zijn liedje(s) over de maand mei, onder meer gespeeld op een carillon.

## Geschiedenis
In veel steden in de Lage landen waar een carillon was, moest de beiaardier in de maand mei vaak al heel vroeg in de morgen meiliederen spelen tot vermaak van de man in de straat. Zo werd in het Zeeuwse Veere 's morgens vroeg van 5 tot 6 uur gespeeld. De traditie bestaat nog in Nijkerk, waar de Meideun echter al sinds lang voor 1900 's avonds plaatsvindt, vanaf 1983 op de dinsdagavonden van mei. Ook Schoonhoven, Alkmaar, Hoorn en Utrecht hadden zo'n traditie. In Gouda is het een nog steeds bestaande traditie om in de maand mei op het carillon van de sint-Janskerk de meideun met een voorspel te laten spelen. De melodie, een Franse (courante) die hier gebruikt wordt is zeer oud. De melodie van dit lied dat ook in Alkmaar werd gebruikt voor de speeltrommel, komt ook voor in het Liedboek voor de kerken als gezang 413 en is afkomstig uit de Neder-landsche Gedenck Clanck van Adriaan Valerius (overleden in 1625). Deze geeft als tekst: De Heer in zijnen troon, zeer schoon.

## Liedtekst
1

Den Mey die komt ons by seer bly, 

de Winter kout ons nu verlaten heeft; 

't Gheclomte dat komt uyt en spruyt 

door Phebus die ôs nu syn wermte geeft. 

Dianes nachtê lâg, Boreas stuer en strâg 

ons nu verlaten, in vrolickheydt leeft; 

die Nachtegael singht dat Geytjen dat springht, 

het Swalifken sweeft. 

2

Godt Pan die sit in't Veldt en telt 

syn schaapjes die daer weyden in dat gras 

Syn pypjen hy doe nam en klam 

op eenê berg daer't seer genoeglic was. 

In't oog kreeg hy seer dra syn soete Silvia 

die Coridon ontmoete seer ras 

hy leydese voort, sy worde verstoort 

en wierpse in 't gras 

3

Coridon sprack met lust: 'ey rust 

myn soete Silvia wat aen myn zy' 

Een suchjen haer ontvloot seer bloot 

Nochtans lonckte haer oogen op hem bly 

Coridon sprack haer toe: 'Wel soete beckje, hoe! 

ick bender niet veer, sucht ghy der om my? 

nu segt, harderinne, wat quelt u de minne? 

verklaert my vry! 

4

-'Och neen ten is dat niet, maer siet, 

myn schapê zijn verstroyt hier in dit dal; 

een lammeken ick nu mis, ghewis 

't is voor myn jonger hert groot ongeval. 

Coridon laet my gaê!'  Silvia blyvet staê; 

in't ruysschende bosjen is geen geschal, 

't is niet dan gewoel van bladeren koel, 

ach maekt my mal.

5

Och siet daer ginder veer eens neer, 

de Harders hebbê daer de Mey geplant, 

die niet in't plucken off het loff ' 

t Welck groeyt en bloeyt langhs aen den Waterkant 

Aensiet doch eens hoe soet 

een Nimphjen haer Lief - ontmoet, 

door't sien voel ick er der minne-brand 

Noch lyd' ick int hert, soo grillige smert, 

en blyf nog constant.

6

Den Mey ik presenteer ter eer 

aê de Princes die myn jonck hert doorwôt. 

Die soete Veldt-Godin, ter min 

van u dienaer versmaet tot aller stont; 

aensiet doch eens met lust, 

hoe dat Coridon kust, 

syn Silvia mint en trou haer jont. 

Och Maegdeken fyn, verlost my van pyn, 

soo leef ick ghesont.
Deze tekst stond ooit in een programmaboekje van een concert met meiliederen.